# NGC 7472
NGC 7472 (ook: NGC 7482) is een elliptisch sterrenstelsel in het sterrenbeeld Vissen. Het hemelobject werd op 11 augustus 1864 ontdekt door de Duitse astronoom Albert Marth.

## Synoniemen
- MCG 0-58-29
- ZWG 379.31
- ARAK 574
- PGC 70446